# Sebastiania pusilla
Sebastiania pusilla là một loài thực vật có hoa trong họ Đại kích. Loài này được Croizat miêu tả khoa học đầu tiên năm 1945.